# Diaphorus dyeri
Diaphorus dyeri är en tvåvingeart som beskrevs av Van Duzee 1931. Diaphorus dyeri ingår i släktet Diaphorus och familjen styltflugor.
Artens utbredningsområde är Honduras. Inga underarter finns listade i Catalogue of Life.